# Charles Floquet
Charles Thomas Floquet (2. října 1828 Saint-Jean-Pied-de-Port – 19. ledna 1896 Paříž) byl francouzský politik a právník.
Vystudoval École d'administration, jako student se zapojil do únorové revoluce. V roce 1851 byl přijat do pařížské advokátní komory. Spolu s Léonem Gambettou a Julesem Ferrym patřil k hlavním odpůrcům Napoleona III. Byl právním zástupcem rodiny Victora Noira zastřeleného Pierrem Napoléonem Bonapartem.
Za prusko-francouzské války byl pařížským místostarostou a podílel se na obraně města. Po vytvoření třetí republiky vstoupil do Republikánské unie a byl zvolen poslancem. V letech 1874–1875 zastával funkci předsedy Pařížské městské rady. Jako radikální republikán podepsal v roce 1877 Manifest 363 proti jmenování Alberta de Broglie předsedou francouzské vlády. V roce 1882 byl prefektem departementu Seine. V roce 1885 se stal předsedou Národního shromáždění, v letech 1888–1889 byl předsedou vlády a ministrem vnitra. Dostal se do konfliktu s Georgesem Boulangerem, který vyvrcholil šermířským soubojem, v němž Floquet vyhrál. V letech 1889–1893 stál znovu v čele parlamentu, rezignoval v důsledku Panamské aféry. Od roku 1894 do své smrti byl senátorem.
Jeho pomník na hřbitově Père-Lachaise vytvořil Aimé-Jules Dalou. V Paříži u Eiffelovy věže je po něm pojmenována Avenue Charles-Floquet, kde sídlí Velvyslanectví České republiky v Paříži.